# Mía dò
Mía dò hay còn gọi là thăng long thảo, cát lồi, đọt đắng, đọt hoàng, tậu chó (Lạng Sơn), củ chóc, (danh pháp hai phần: Cheilocostus speciosus) có lẽ là loài thực vật phổ biến nhất thuộc chi Cheilocostus của họ Costaceae. Loài này được (J.König) C.Specht mô tả khoa học đầu tiên năm 2006.. Chi Mía dò khác với gừng thông thường ở chỗ chỉ có một hàng lá xếp hình xoắn ốc.

## Đặc điểm
Đây là loài thân cỏ, mọc thẳng, có 50–60 cm. Thân mềm, mọc ngang, có thân rễ nạc phát triển thành củ. Lá có bẹ, mọc so le, lúc non xếp thành hình xoắn ốc, có lông, đáy là tròn, đầu phiến nhọn, nhẵn. Cụm hoa mọc thành bông ở ngọn thân, màu trắng, không cuống, hình trứng, mọc rất sít, lá bắc xếp cặp đôi không đối xứng, màu đỏ. Quả nang, chứa nhiều hạt nhẵn, màu đen, bóng.
Bộ phận dùng của cây mía dò là thân rễ, được thu hái quanh năm. Cát lồi còn dùng được cả búp và cành non. Thân và lá thường dùng làm thuốc, đọt có thể ăn được.

## Phân bố
Cây có nguồn gốc Đông Nam Á, ngoài ra cũng được đưa tới quần đảo Cook, Fiji, và Hawaii.
Loài này sinh trưởng bằng thân rễ và phát tán bằng hạt nhờ chim chóc.

## Công dụng

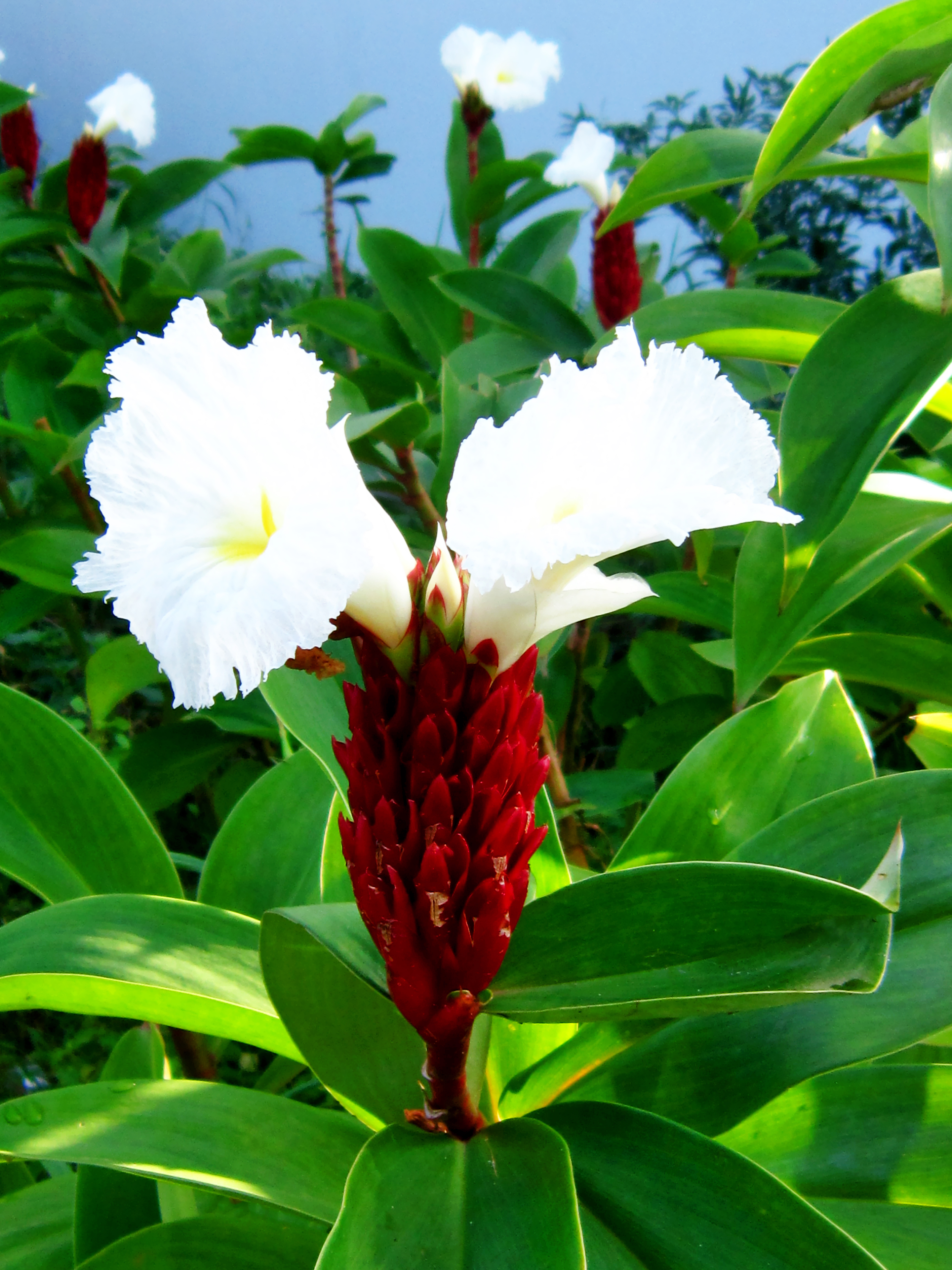
Mía dò được trồng làm cảnh

Theo dân gian Việt Nam, mía dò dùng để chống viêm, chữa các bệnh như sốt, đái buốt, đái vàng, thấp khớp, đau lưng, đau dây thần kinh. Ngọn và cành non còn tươi nướng, giã, vắt lấy nước nhỏ tai chữa viêm tai, làm mát gan, giảm đau nhức (Lạng Sơn). Ở Nam Bộ, cát lồi là một trong các loại rau thường được dùng với bánh xèo.
Trong hệ thống y học Ayurveda, cây cũng được dùng từ xưa. Theo đó thân rễ dùng để trị sốt, chứng phát ban, hen suyễn, viêm cuống phổi. Trong Kama Sutra, nó được nhắc tới như một thành phần mỹ phẩm bôi lên lông mi để tăng sự thu hút về mặt tình dục.